# Турлинский Лесопункт
Турлинский Лесопункт — посёлок в Большедворском сельском поселении Бокситогорского района Ленинградской области.

## История

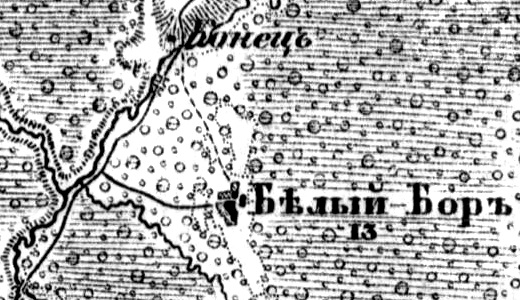
Турлинский Лесопункт на карте 1913 года

Согласно карте Новгородской губернии 1913 года на месте современного посёлка Турлинский Лесопункт находился хутор Конец.
По данным 1966, 1973 и 1990 годов посёлок Турлинский Лесопункт входил в состав Большедворского сельсовета Бокситогорского района.
В 1997 году в посёлке Турлинский Лесопункт Большедворской волости проживали 2 человека, в 2002 году — 5 человек (все русские). 
В 2007 году в посёлке Турлинский Лесопункт Большедворского СП проживал 1 человек, в 2010 году постоянного населения не было.

## География
Посёлок расположен в северо-западной части района на автодороге Хитиничи — Турлинский Лесопункт к северу от автодороги А114 (Новая Ладога — Вологда).
Расстояние до административного центра поселения — 24 км.
Расстояние до ближайшей железнодорожной станции Большой Двор — 21 км.
Посёлок находится на правом берегу реки Рыбежка.